# Мавро Орбіні
Мавро Орбіні (італ. Mauro Orbini, в 1600 р. писали італ. Mavro Orbini, хорв. Mavro Orbin, ?1563 — 1614, Рагуза, нині Дубровник) — слов'янський історик, вважається засновником історичної науки, слов'янознавства у південних слов'ян. Бенедиктинець, архімандрит Рагузький з Рагузи сицилійської.
З 15-річного віку став католицьким монахом ордену бенедиктинців, а потім ігуменом монастиря бенедиктинців на острові Млет.
Автор книги «Слов'янське царство» (1601, італійською мовою), що потрапила до «Індексу заборонених книг», де намагався дати історію всіх слов'янських народів. У творі навів переклад сербської хроніки XII ст., літопис попа Дуклянина, яка таким чином стала відома історії. За наказом Петра I цей твір був перекладений (зі скороченнями) російською мовою під назвою «Кніга Історіографія початія імєнє, слави і расшірєнія народа славянского…» (1722).
«Історія слов'ян» рясніє легендарними і міфічними сюжетами, автор не проводив критики джерел з погляду достовірності. Попри всю легендарність змісту, книжка Орбіні зіграла роль у становленні національної самосвідомості південних слов'ян.